# Сабах (журнал)
Сабах (укр. Світанок) — громадський, історико-літературний та науковий щомісячник волинських караїмів, перший та єдиний номер якого вийшов у квітні 1914 року.

## Історія
Журнал заснований 1914 року в Луцьку. Головним редактором і видавцем була оголошена Емілія Йосипівна Рудковська, але фактичним редактором і засновником був караїмський письменник Сергій Рудковський. Спочатку планувалося видавати журнал російською, караїмською, татарською та арабською мовами.
Загалом, його структура була аналогічною «Караїмському життю»:
- аналітичні статті про історичний розвиток та сучасне суспільне становище караїмів,
- караїмська белетристика,
- хроніка караїмського життя[7].

Метою «Сабаха» було духовне єднання західних та південних караїмів, тому значну роль в цьому журналі караїмів грали події Таврійського караїмського духовного правління: вибори нового гахама, відновлення Чуфут-Кале і т. п. Опубліковані в журналі оповідання «Зустріч» К. Р. Абковича та «Маленький караїмський роман» С. З. Рудковського за оцінкою історика Дмитра Прохорова «характеризуються точністю й колоритністю етнографічних описів побуту та звичаїв національної караїмського середовища того часу».
Журнал припинив своє існування через евакуації більшої частини луцьких караїмів у Крим та східні області Російської імперії після початку Першої світової війни.

## Зміст
| № | Автор             | Назва статті                           | Сторінки |
| - | ----------------- | -------------------------------------- | -------- |
| 1 | Т. С. Леві        | Олімпійські ігри на висотах Чуфут-Кале | 1—7      |
| 2 | С. З. Рудковський | До виборів Гахам-баші                  | 7—11     |
| 3 | Р. Ф-ч            | Нагальне питання                       | 12—14    |
| 4 | С. З. Рудковський | «Всякому свій час» (оповідання)        | 15—18    |
| 5 | К. Абкович        | Зустріч (оповідання)                   | 18—21    |
| 6 | С. Р-кий          | Маленький караїмська роман             | 21—44    |
| 7 |                   | Хроніка                                | 45—46    |